# End of Time
"End of Time" é uma canção da cantora norte-americana Beyoncé gravada para seu quarto álbum de estúdio 4. Ela foi escrita por Beyoncé Knowles, The-Dream, Shea Taylor, David Taylor e Wesley Pentz.
Mesmo não sendo solicitado airplay e sem lançamento digital como single, a música debutou em 72 na European Hot 100, devido a performances da música em Londres, como no Festival de Glastonbury ela entrou nas paradas do Reino Unido pela primeira vez na semana de lançamento do álbum, debutando na 62ª posição e na 20ª posição no UK R&B/Hip-Hop Chart vendendo 4.448 mil downloads. A também música alcançou a 26ª posição South Korea Gaon International Singles Chart.  Além da 13ª posição na Bubbling Under Hot 100, e no Hot R&B/Hip-Hop Digital Songs na 33° posição.
Beyoncé lançou em seu site oficial que a música iria virar o sexto single do álbum, mas para ele poder virar single ela fez uma parceria com a gravadora Soundcloud para criarem um concurso onde os fãs da cantora iriam remixar a música e o remix escolhido iria virar o sexto single do álbum 4, de Beyoncé. A capa do single já foi escolhida e está na página inicial do site oficial de Beyoncé.

## Antecedentes
"End of Time" foi escrito por Beyoncé, Terius Nash , Shea Taylor e Dave Taylor. Uma versão demo da canção vazou em 1 de maio, de 2011. Beyoncé promoveu uma festa privada para ouvir seu álbum "4" que foi realizada em 12 de maio de 2011. Knowles ofereceu a um seleto grupo de fãs uma prévia de cinco canções de seu quarto álbum de estúdio, e o vídeo oficial do single "Run the World (Girls)". Nessa ocasião, "End of Time" foi uma entre as cinco músicas visualizado. Knowles explicou no evente que a música foi inspirada na lenda africana Fela Kuti. Além disso, em entrevista à revista Billboard , Knowles falou mais sobre Fela Kuti, afirmando que ela apreciava a sua "sensação de a alma eo coração da sua música, é tão sex, afirmando que é preciso uma grande inspiração em "End of Time", com tambores e cornetas e "como tudo estava sincronizado".
Em 20 de maio de 2011, toda a canção vazou online, Na época, dizia-se a ser intitulado "Till The End of Time". Vários sites, incluindo o MTV News começou a reportar que poderia servir como um potencial seguimento do primeiro single, "Run the World". No entanto, essas especulações foram logo ofuscado pelo lançamento de um EUA exclusivo single promocional , "1+1" em 25 de maio de 2011. No início de Junho de 2011, a Columbia Records informou que "1+1" não seria, solucitado para airplay , sendo que o segundo single do álbum acabou sendo "Best Thing I Never Had".

## Recepção da crítica
| Críticas profissionais | Críticas profissionais |
| Avaliações da crítica  | Avaliações da crítica  |
| Fonte                  | Avaliação              |
| ---------------------- | ---------------------- |
| Digital Spy            | 5 de 5 estrelas.       |

"End of Time" foi muito bem recebido pelos críticos contemporâneos de música, que apreciaram a sua produção, especialmente a batida, muitos deles notou que ele seja o excelente histórico no registro. Observando que a canção tem "vibrações" do cantor Fela Kuti. A revista britânica Digital Spy foi muito favorável a canção dando a ela a pontuação de 5 estrelas de 5, e falando: "Bey[oncé] promete mais uma seção de metais pesados e alegres de R&B embalado com mais energia do que uma festa na praia alimentado com tequila de Barbados" e ainda acrescentou que o a canção é "uma das mais coloridas e divertidas da Bey[oncé] até à data." Hamish MacBain da tmbém revista britânica notou a influência de Fela Kuti na canção e a chamou de "a melhor coisa" no álbum 4.
Neil McCormick da The Daily Telegraph e Craig Jenkins da Prefix Magazine escolheram a canção como o ponto alto do álbum 4, e chamando-as de "a diventida e vibrante colisão do Afrobeat e o Jazz Latino". A revista Billboard chamou "End of Time", uma música viciante, acrescentando que "bate forte de salto com a orquestração". Em outra revisão, ela ainda elogiou a produção de The-Dream, a bateria e disse que deveria ter sido lançado como o primeiro single do álbum.

## Performances

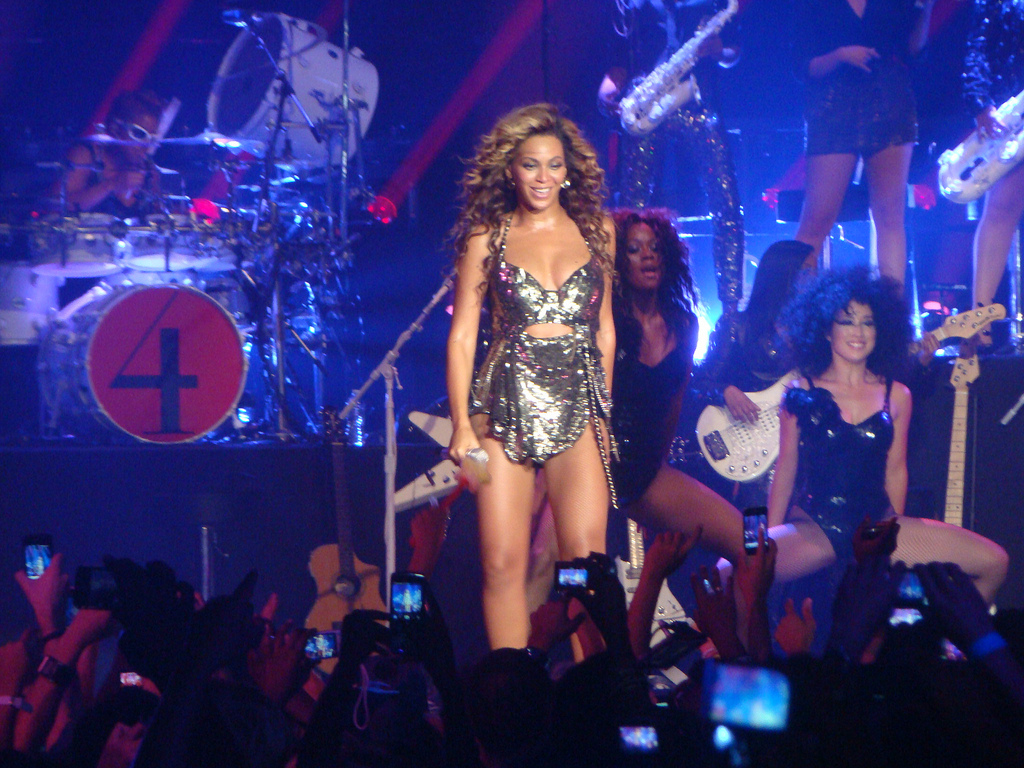
Beyoncé executando "End of Time" durante o Live at Roseland.

"End of Time" teve sua primeira performance por Beyoncé em um show no Palais Nikaia em Nice, França, em 20 de junho de 2011, para a divulgação de seu álbum 4. A canção também fez parte do set list da apresentação que a cantora realizou Glastonbury Festival em 26 de Junho de 2011, ela cantou a música ao vivo na frente de mais de 175.000 pessoas. A apresentação da música pré-gravada no Glastonbury foi transmitida durante o BET Awards de 2011, nos Estados Unidos. No dia 16 de Novembro de 2011 o programa de televisão 106 & Park do canal BET liberou um vídeo com performances misturadas da canção, incluindo cenas do DVD 4 Live at Roseland, da turnê promocional do álbum 4 e da apresentação que foi realizada por Beyoncé no Glastonbury Festival. Posteriormente o vídeo foi liberado no canal oficial de Beyoncé no portal VEVO do YouTube.

## Desempenho comercial

### Tabelas semanais
| Tabelas musicais (2011)                           | Melhor posição |
| ------------------------------------------------- | -------------- |
| Coreia do Sul - South Korea Gaon Chart            | 26             |
| Estados Unidos - Billboard Bubbling Under Hot 100 | 13             |
| Estados Unidos - Hot Dance Club Songs             | 33             |
| Estados Unidos - R&B/Hip-Hop Digital Songs        | 33             |
| Reino Unido - UK Singles Chart                    | 62             |
| Reino Unido - UK R&B Chart                        | 20             |